# Neothyris ovalis
Neothyris ovalis är en armfotingsart som först beskrevs av Hutton 1886.  Neothyris ovalis ingår i släktet Neothyris och familjen Terebratellidae. Inga underarter finns listade i Catalogue of Life.